# 渤海海峡

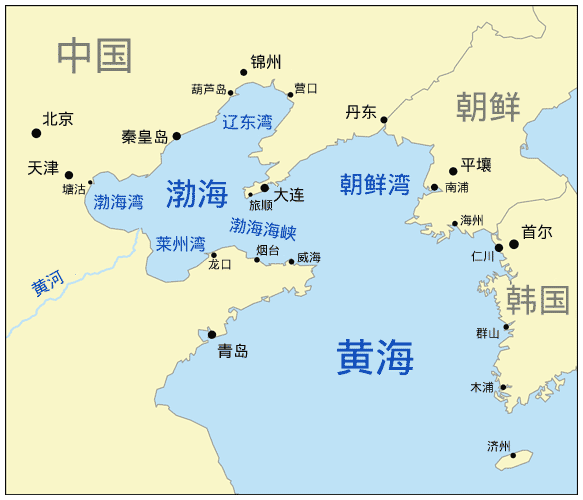
渤海と黄海を分ける渤海海峡

渤海海峡（ぼっかいかいきょう）は、中華人民共和国の遼寧省と山東省にある海峡で、黄海と渤海を分けている。

## 概要
渤海海峡は遼東半島と山東半島の間にあり、幅は約90キロメートルで、その東は黄海で、西は渤海になっており、中華人民共和国の渤海海域で唯一外洋と繋がっていて、唯一の海上輸送の海路である。 
渤海海峡は「郯城・営口地震帯」の構成要素でもあり、頻繁に地震活動が観測されている。 現在、中華人民共和国は渤海海峡トンネル計画に取り組んでいる。
海峡の南部には廟島群島があるため、島々間の距離は比較的近く、海峡の北にある老鉄山水路は22海里なので、中華人民共和国の中央政府は渤海海峡を自国領土として宣言し、渤海を自国の内水としている。